# HD137949
HD137949 — хімічно пекулярна зоря спектрального класу F0, що має видиму зоряну величину в смузі V приблизно  6,7.
Вона  розташована на відстані близько 291,0 світлових років від Сонця.

## Пекулярний хімічний склад
Зоряна атмосфера HD137949 має підвищений вміст 
Cr
.

## Магнітне поле
Спектр даної зорі вказує на наявність магнітного поля у її зоряній атмосфері.
Напруженість повздовжної компоненти поля оціненої з аналізу
крил ліній Бальмера
становить 1497,7± 197,0 Гаус.